# Russula seperina
Russula seperina är en svampart som tillhör divisionen basidiesvampar, och som beskrevs av Dupain. Russula seperina ingår i släktet kremlor, och familjen kremlor och riskor. Arten har ej påträffats i Sverige.